# René Princeteau
René Pierre Charles Princeteau (18 de julio de 1843 – 31 de enero de 1914) fue un pintor de animales francés.

## Vida

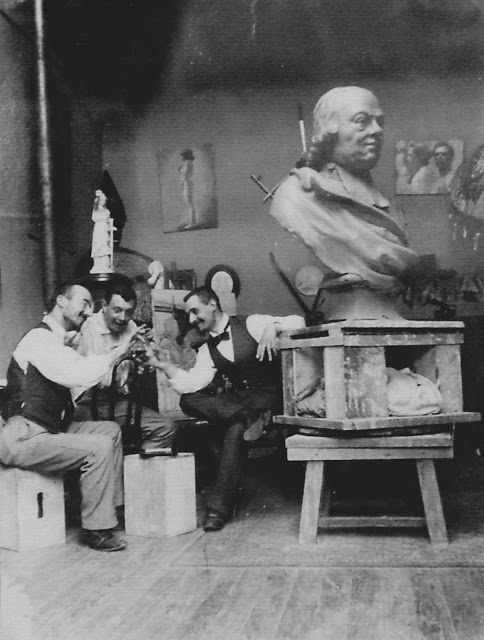
Henri de Toulouse-Lautrec, Félix Plessis y René Princeteau, fotografía de hacia 1890.

René Princeteau nació en Libourne en una familia noble. Era sordomudo de nacimiento. Estudió en el Instituto Nacional de Jóvenes Sordos de París. Después de asistir a clases de escultura con Dominique Fortuné Maggesi, se matriculó en 1865 en el École nationale supérieure des Beaux-Arts, donde  estudió bajo la dirección de Auguste Dumont. Alquiló un estudio en 233 Rue du Faubourg Saint-Honoré.
Fue amigo  del conde Alphonse de Toulouse-Lautrec, y tutor de su hijo Henri de Toulouse-Lautrec desde 1871. Durante la Guerra de 1870, se alistó en la artillería del ejército del Loira. Por entonces acumuló en sus cuadernos muchas notas y dibujos.
Comenzó a destacar con sus pinturas de caballos en 1885. Pintó numerosas escenas de caza con jaurías, corriendo, así como paisajes y retratos ecuestres.
En 1883, Princeteau dejó París por su Libourne natal. Este periodo marca el principio de sus composiciones de gran formato que celebran la vida rural. Se instaló en el castillo de Pontus cerca de Fronsac, a orillas del Isle. Murió en Fronsac en 1914.

## Trabajos

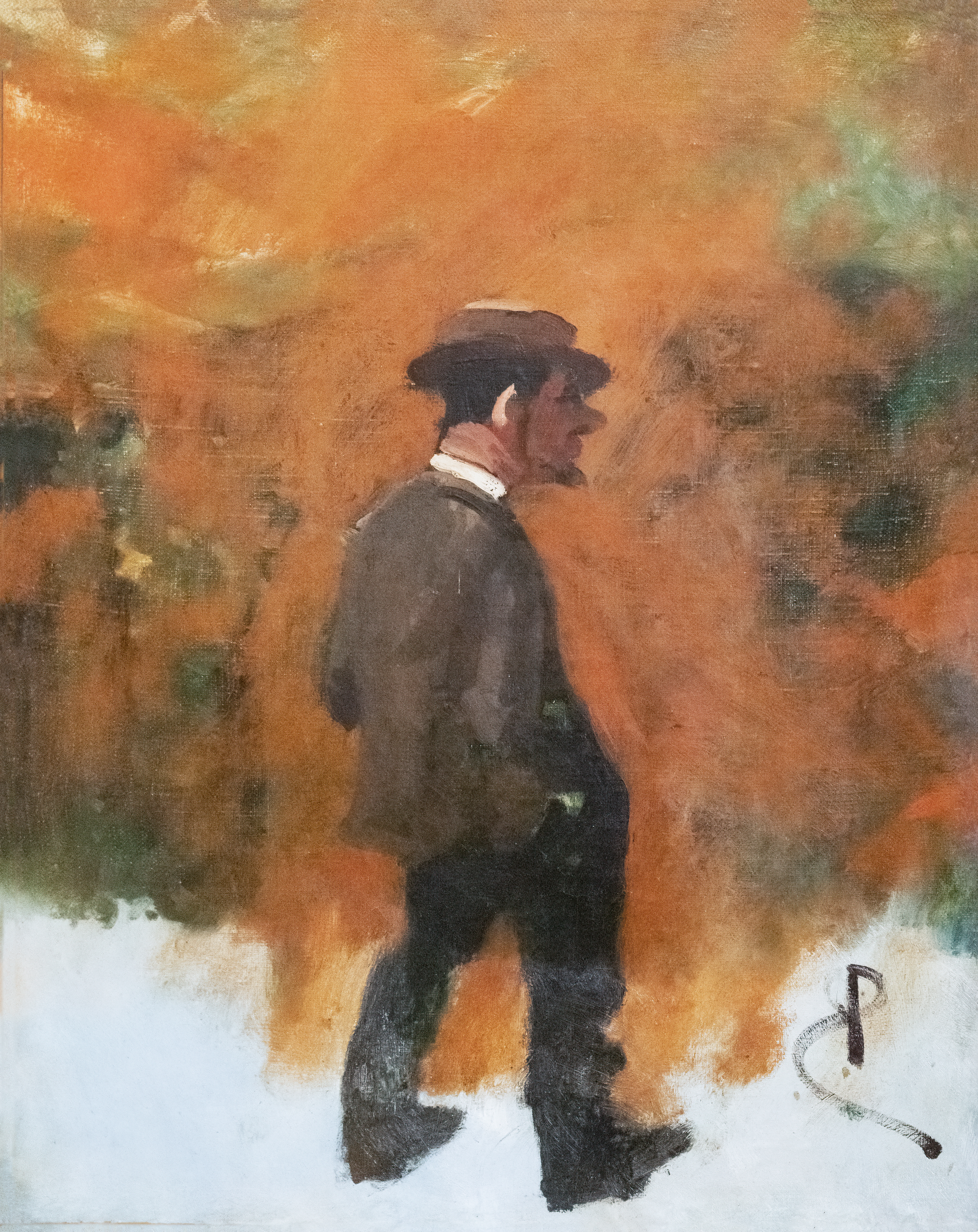
Henri de Toulouse-Lautrec a los 19 años
Jinete de caza con perros
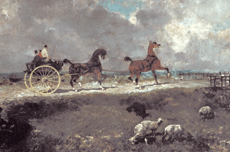
Tandem.
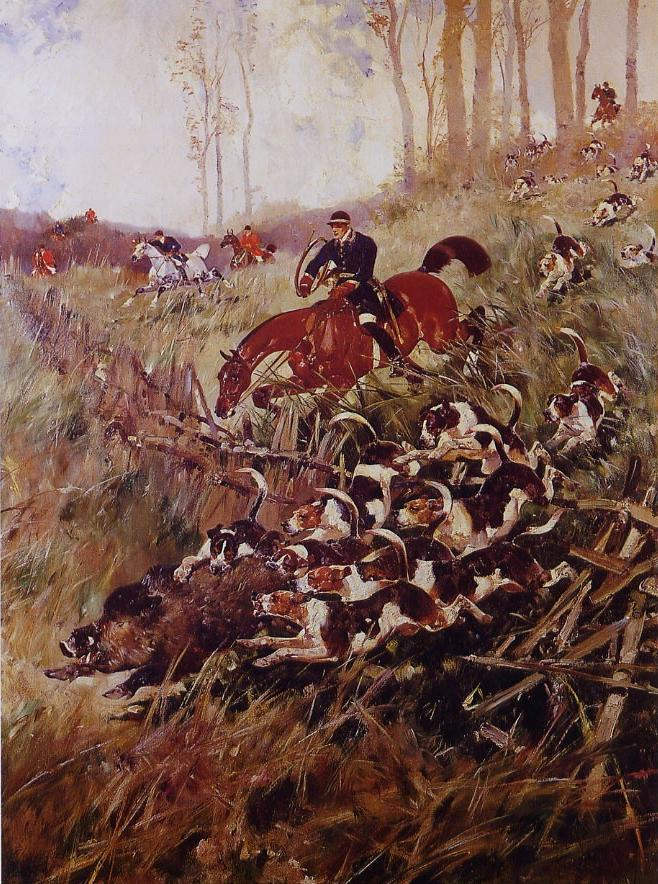
Caza del jabalí.

- Patrulla de Ulanos
- El hábito rojo
- Steeple chase sur l'hipódromo de la manche en 1880
- Caballo blanco
- Jockey conduciendo su caballo